# Shameik Moore
Shameik Moore (Atlanta, 4 mei 1995) is een Amerikaanse rapper, zanger, danser en acteur van Jamaicaanse afkomst. Hij is bekend van zijn hoofdrol in de film Dope (2015).

## Carrière
Shameik Moore werd bekend via YouTube-video's waarin hij danste en liedjes coverde. Hij nam ook zelf een mixtape op en bracht enkele nummers uit via YouTube. In 2012 kon de mixtape I Am Da Beat ook gedownload worden.
In 2011 was Moore in een aflevering te zien van de sitcoms Reed Between the Lines en House of Payne. Een jaar later mocht hij ook meewerken aan het sketchprogramma Incredible Crew van bedenker en uitvoerend producent Nick Cannon. In 2013 had hij ook een kleine rol in de tv-film The Watsons Go to Birmingham.
Zijn grote doorbraak kwam er in 2015, toen hij de hoofdrol mocht vertolken in Dope van regisseur Rick Famuyiwa. Het leverde hem een nominatie op bij de Critics' Choice Awards in de categorie "Best Young Performer". Enkele maanden na de première van Dope versierde Moore ook een hoofdrol in de Netflix-serie The Get Down.

## Filmografie

### Film
- Dope (2015)
- Spider-Man: Into the Spider-Verse (2018, stem)
- Pretenders (2018)
- Let It Snow (2019)
- Cut Throat City (2020)
- Spider-Man: Across the Spider-Verse (2023, stem)

### Televisie
- House of Payne (2011) (1 aflevering)
- Reed Between the Lines (2011) (1 aflevering)
- Incredible Crew (2012–2013) (13 afleveringen)
- The Watsons Go To Birmingham (2013) (tv-film)
- The Get Down (2016–2017) (11 afleveringen)
- Wu-Tang: An American Saga (2019) (10 afleveringen)